# StarDance …když hvězdy tančí (3. řada)
Třetí řada StarDance …když hvězdy tančí, taneční televizní show, měla premiéru na programu ČT1 veřejnoprávní České televize v sobotu 1. listopadu 2008.
Na konci finálového večera, který se uskutečnil 20. prosince 2008, se vítězi stali herečka Dana Batulková a Jan Onder. Druhé místo obsadili herečka a zpěvačka Zuzana Norisová s Janem Klimentem.

## Moderátoři a porota
Stálou moderátorskou dvojicí zůstali Marek Eben a Tereza Kostková. Roli porotců si z předchozí řady zopakovali Zdeněk Chlopčík a Tatiana Drexler, poprvé se představili Jaroslav Kuneš, který v první řadě tančil s Mahulenou Bočanovou, a Qaša. 

## Hudba
O hudební doprovod v III. řadě StarDance se postaral MoonDance Orchestra Martina Kumžáka. Zpěvem doprovázeli tanečníky Naďa Wepperová, Dasha, Alena Průchová, Michal Cerman, Dušan Kollár a Luděk Walter.

## Soutěžící
V soutěži se představilo celkem osm známých osobností, které utvořily páry s osmi profesionálními tanečníky.
| Celebrita        | Povolání celebrity   | Profesionální tanečník | Výsledek | Ref.  |
| ---------------- | -------------------- | ---------------------- | -------- | ----- |
| Dana Batulková   | herečka              | Jan Onder              | 1. místo | [ 2 ] |
| Zuzana Norisová  | herečka a zpěvačka   | Jan Kliment            | 2. místo | [ 2 ] |
| Jaromír Bosák    | sportovní komentátor | Eva Krejčířová         | 3. místo | [ 3 ] |
| Vladimír Kratina | herec                | Laura Klimentová       | 4. místo | [ 4 ] |
| Jana Doleželová  | Miss ČR 2004         | Michal Necpál          | 5. místo | [ 5 ] |
| David Suchařípa  | herec                | Albina Zaytseva        | 6. místo | [ 6 ] |
| Iva Frühlingová  | zpěvačka             | Michal Kostovčík       | 7. místo | [ 7 ] |
| Bohouš Josef     | zpěvák               | Lenka Tvrzová          | 8. místo | [ 8 ] |

## Bodování
|  | nejvyšší body poroty |  | vyřazení ze soutěže |

Porotci rozhodovali pomocí bodování a diváci SMS zprávami.
| Pár              | Výsledek    | Bodování poroty v tanečních večerech | Bodování poroty v tanečních večerech | Bodování poroty v tanečních večerech | Bodování poroty v tanečních večerech | Bodování poroty v tanečních večerech | Bodování poroty v tanečních večerech | Bodování poroty v tanečních večerech | Bodování poroty v tanečních večerech |
| Pár              | Výsledek    | 1.                                   | 2.                                   | 3.                                   | 4.                                   | 5.                                   | 6.                                   | 7.                                   | 8.                                   |
| ---------------- | ----------- | ------------------------------------ | ------------------------------------ | ------------------------------------ | ------------------------------------ | ------------------------------------ | ------------------------------------ | ------------------------------------ | ------------------------------------ |
| Dana Batulková   | 1. místo    | 26                                   | 25                                   | 34                                   | 30                                   | 30                                   | 33 + 30 = 63                         | 30 + 38 = 68                         | 36 + 40 + 40 = 116                   |
| Jan Onder        | 1. místo    | 26                                   | 25                                   | 34                                   | 30                                   | 30                                   | 33 + 30 = 63                         | 30 + 38 = 68                         | 36 + 40 + 40 = 116                   |
| Zuzana Norisová  | 2. místo    | 27                                   | 30                                   | 32                                   | 35                                   | 35                                   | 39 + 40 = 79                         | 36 + 38 = 74                         | 40 + 39 + 40 = 119                   |
| Jan Kliment      | 2. místo    | 27                                   | 30                                   | 32                                   | 35                                   | 35                                   | 39 + 40 = 79                         | 36 + 38 = 74                         | 40 + 39 + 40 = 119                   |
| Jaromír Bosák    | 3. místo    | 13                                   | 15                                   | 22                                   | 25                                   | 19                                   | 32 + 21 = 53                         | 30 + 27 = 57                         | —                                    |
| Eva Krejčířová   | 3. místo    | 13                                   | 15                                   | 22                                   | 25                                   | 19                                   | 32 + 21 = 53                         | 30 + 27 = 57                         | —                                    |
| Vladimír Kratina | 4. místo    | 23                                   | 19                                   | 27                                   | 27                                   | 28                                   | 26 + 27 = 53                         | —                                    | —                                    |
| Laura Klimentová | 4. místo    | 23                                   | 19                                   | 27                                   | 27                                   | 28                                   | 26 + 27 = 53                         | —                                    | —                                    |
| Jana Doležalová  | 5. místo    | 24                                   | 24                                   | 29                                   | 28                                   | 23                                   | —                                    | —                                    | —                                    |
| Michal Necpál    | 5. místo    | 24                                   | 24                                   | 29                                   | 28                                   | 23                                   | —                                    | —                                    | —                                    |
| David Suchařípa  | 6. místo    | 19                                   | 21                                   | 22                                   | 19                                   | —                                    | —                                    | —                                    | —                                    |
| Albina Zaytseva  | 6. místo    | 19                                   | 21                                   | 22                                   | 19                                   | —                                    | —                                    | —                                    | —                                    |
| Iva Frühlingová  | 7. místo    | 17                                   | 16                                   | 19                                   | —                                    | —                                    | —                                    | —                                    | —                                    |
| Michal Kostovčík | 7. místo    | 17                                   | 16                                   | 19                                   | —                                    | —                                    | —                                    | —                                    | —                                    |
| Bohouš Josef     | 8. místo    | 14                                   | 19                                   | —                                    | —                                    | —                                    | —                                    | —                                    | —                                    |
| Lenka Tvrzová    | 8. místo    | 14                                   | 19                                   | —                                    | —                                    | —                                    | —                                    | —                                    | —                                    |
| Celkem           | Celkem      | 163                                  | 169                                  | 185                                  | 164                                  | 135                                  | 248                                  | 199                                  | 235                                  |
| Průměr           | Průměr      | 20,4                                 | 21,1                                 | 26,4                                 | 27,3                                 | 27                                   | 31                                   | 33,2                                 | 39,2                                 |
| Párů v kole      | Párů v kole | 8                                    | 8                                    | 7                                    | 6                                    | 5                                    | 4                                    | 3                                    | 2                                    |

## Taneční večery

### 1. díl (1. listopadu 2008)
Během prvního večera se tančila cha-cha a waltz. Žádný z párů soutěž neopustil a body od poroty měly pouze informativní charakter.
| P  | Pár              | Tanec   | Hudba                                          | Body  | Body    | Body | Body     | Body   |
| P  | Pár              | Tanec   | Hudba                                          | Kuneš | Drexler | Qaša | Chlopčík | Celkem |
| -- | ---------------- | ------- | ---------------------------------------------- | ----- | ------- | ---- | -------- | ------ |
| 1. | Iva Frühlingová  | cha-cha | „Mercy“ (Duffy)                                | 5     | 5       | 4    | 3        | 17     |
| 1. | Michal Kostovčík | cha-cha | „Mercy“ (Duffy)                                | 5     | 5       | 4    | 3        | 17     |
| 2. | Jaromír Bosák    | waltz   | „River Lullaby“ (Amy Grant/Princ egyptský)     | 3     | 3       | 3    | 4        | 13     |
| 2. | Eva Krejčířová   | waltz   | „River Lullaby“ (Amy Grant/Princ egyptský)     | 3     | 3       | 3    | 4        | 13     |
| 3. | Vladimír Kratina | cha-cha | „She's a Lady“ (Tom Jones)                     | 6     | 6       | 4    | 7        | 23     |
| 3. | Laura Klimentová | cha-cha | „She's a Lady“ (Tom Jones)                     | 6     | 6       | 4    | 7        | 23     |
| 4. | Jana Doležalová  | waltz   | „It Is You (I Have Loved)“ (Dana Glover/Shrek) | 6     | 6       | 6    | 6        | 24     |
| 4. | Michal Necpál    | waltz   | „It Is You (I Have Loved)“ (Dana Glover/Shrek) | 6     | 6       | 6    | 6        | 24     |
| 5. | David Suchařípa  | cha-cha | „Get the Party Started“ (Shirley Bassey)       | 5     | 4       | 6    | 4        | 19     |
| 5. | Albina Zaytseva  | cha-cha | „Get the Party Started“ (Shirley Bassey)       | 5     | 4       | 6    | 4        | 19     |
| 6. | Bohouš Josef     | waltz   | „Who Would Imagine a King“ (Whitney Houston)   | 4     | 3       | 4    | 3        | 14     |
| 6. | Lenka Tvrzová    | waltz   | „Who Would Imagine a King“ (Whitney Houston)   | 4     | 3       | 4    | 3        | 14     |
| 7. | Zuzana Norisová  | cha-cha | „Chain of Fools“ (Aretha Franklin)             | 7     | 6       | 7    | 7        | 27     |
| 7. | Jan Kliment      | cha-cha | „Chain of Fools“ (Aretha Franklin)             | 7     | 6       | 7    | 7        | 27     |
| 8. | Dana Batulková   | waltz   | „Open Arms“ (Mariah Carey)                     | 6     | 7       | 6    | 7        | 26     |
| 8. | Jan Onder        | waltz   | „Open Arms“ (Mariah Carey)                     | 6     | 7       | 6    | 7        | 26     |

### 2. díl (8. listopadu 2008)
Druhý večer patřil quickstepu a rumbě a poprvé se vyřazovalo. Ve druhé části večera zatančila porotkyně Qaša spolu s taneční skupinou IF street dance na písne „Living in America“, „It's a Man's Man's Man's World“ a „Get Up Offa That Thing“ od Jamese Browna.
Bohouš Josef a Lenka Tvrzová se rozloučily se soutěží tancem na píseň „One“ od skupiny U2.
| P  | Pár              | Tanec     | Hudba                                           | Body  | Body    | Body | Body     | Body   |
| P  | Pár              | Tanec     | Hudba                                           | Kuneš | Drexler | Qaša | Chlopčík | Celkem |
| -- | ---------------- | --------- | ----------------------------------------------- | ----- | ------- | ---- | -------- | ------ |
| 1. | Zuzana Norisová  | quickstep | „Cheri, Cheri Lady“ (Modern Talking)            | 8     | 8       | 6    | 8        | 30     |
| 1. | Jan Kliment      | quickstep | „Cheri, Cheri Lady“ (Modern Talking)            | 8     | 8       | 6    | 8        | 30     |
| 2. | Dana Batulková   | rumba     | „Eternal Flame“ (The Bangles)                   | 6     | 6       | 7    | 6        | 25     |
| 2. | Jan Onder        | rumba     | „Eternal Flame“ (The Bangles)                   | 6     | 6       | 7    | 6        | 25     |
| 3. | David Suchařípa  | quickstep | „Wonderwall“ (Paul Anka)                        | 5     | 5       | 6    | 5        | 21     |
| 3. | Albina Zaytseva  | quickstep | „Wonderwall“ (Paul Anka)                        | 5     | 5       | 6    | 5        | 21     |
| 4. | Bohouš Josef     | rumba     | „No me ames“ (Jennifer Lopez & Marc Anthony)    | 4     | 5       | 5    | 5        | 19     |
| 4. | Lenka Tvrzová    | rumba     | „No me ames“ (Jennifer Lopez & Marc Anthony)    | 4     | 5       | 5    | 5        | 19     |
| 5. | Vladimír Kratina | quickstep | „Hit That Jive, Jack!“ (Nat King Cole)          | 5     | 5       | 5    | 4        | 19     |
| 5. | Laura Klimentová | quickstep | „Hit That Jive, Jack!“ (Nat King Cole)          | 5     | 5       | 5    | 4        | 19     |
| 6. | Jana Doležalová  | rumba     | „She's the One“ (Robbie Williams)               | 6     | 6       | 6    | 6        | 24     |
| 6. | Michal Necpál    | rumba     | „She's the One“ (Robbie Williams)               | 6     | 6       | 6    | 6        | 24     |
| 7. | Iva Frühlingová  | quickstep | „Walkin' Back to Happiness“ (Helen Shapiro)     | 4     | 4       | 5    | 3        | 16     |
| 7. | Michal Kostovčík | quickstep | „Walkin' Back to Happiness“ (Helen Shapiro)     | 4     | 4       | 5    | 3        | 16     |
| 8. | Jaromír Bosák    | rumba     | „I Don't Know How to Love Him“ (Yvonne Elliman) | 3     | 5       | 4    | 3        | 15     |
| 8. | Eva Krejčířová   | rumba     | „I Don't Know How to Love Him“ (Yvonne Elliman) | 3     | 5       | 4    | 3        | 15     |

### 3. díl (15. listopadu 2008)
Třetí večer se tančil jive a tango. Ve druhé části večera vystoupilo vokální kvarteto 4TET s písní „Je jaká je“.
Iva Frühlingová a Michal Kostovčík se rozloučily se soutěží tancem na píseň „Imagine“ od Johna Lennona.
| P  | Pár              | Tanec | Hudba                                 | Body  | Body    | Body | Body     | Body   |
| P  | Pár              | Tanec | Hudba                                 | Kuneš | Drexler | Qaša | Chlopčík | Celkem |
| -- | ---------------- | ----- | ------------------------------------- | ----- | ------- | ---- | -------- | ------ |
| 1. | Vladimír Kratina | jive  | „Wake Me Up Before You Go-Go“ (Wham!) | 7     | 7       | 6    | 7        | 27     |
| 1. | Laura Klimentová | jive  | „Wake Me Up Before You Go-Go“ (Wham!) | 7     | 7       | 6    | 7        | 27     |
| 2. | Jana Doležalová  | tango | „Libertango“ (Astor Piazzolla)        | 8     | 6       | 7    | 8        | 29     |
| 2. | Michal Necpál    | tango | „Libertango“ (Astor Piazzolla)        | 8     | 6       | 7    | 8        | 29     |
| 3. | Iva Frühlingová  | jive  | „You Wanna Be Americano“ (Lou Bega)   | 5     | 5       | 4    | 5        | 19     |
| 3. | Michal Kostovčík | jive  | „You Wanna Be Americano“ (Lou Bega)   | 5     | 5       | 4    | 5        | 19     |
| 4. | Jaromír Bosák    | tango | „Money, Money, Money“ (ABBA)          | 5     | 5       | 6    | 6        | 22     |
| 4. | Eva Krejčířová   | tango | „Money, Money, Money“ (ABBA)          | 5     | 5       | 6    | 6        | 22     |
| 5. | Zuzana Norisová  | jive  | „Candyman“ (Christina Aguilera)       | 8     | 8       | 8    | 8        | 32     |
| 5. | Jan Kliment      | jive  | „Candyman“ (Christina Aguilera)       | 8     | 8       | 8    | 8        | 32     |
| 6. | Dana Batulková   | tango | „Hernando's Hideaway“ (Archie Bleyer) | 9     | 8       | 8    | 9        | 34     |
| 6. | Jan Onder        | tango | „Hernando's Hideaway“ (Archie Bleyer) | 9     | 8       | 8    | 9        | 34     |
| 7. | David Suchařípa  | jive  | „Route 66“ (John Mayer/Auta)          | 4     | 4       | 7    | 7        | 22     |
| 7. | Albina Zaytseva  | jive  | „Route 66“ (John Mayer/Auta)          | 4     | 4       | 7    | 7        | 22     |

### 4. díl (22. listopadu 2008)
Čtvrtý večer tančily páry paso doble a slowfox. Ve 2. části večera předvedly Petr Čadek a Simona Švrčková rumbu za doprovodu Petra Koláře s písní „Jednou nebe zavolá“.
David Suchařípa a Albina Zaytseva se rozloučily se soutěží tancem na píseň „Angels“ od Robbieho Williamse.
| P  | Pár              | Tanec      | Hudba                                            | Body  | Body    | Body | Body     | Body   |
| P  | Pár              | Tanec      | Hudba                                            | Kuneš | Drexler | Qaša | Chlopčík | Celkem |
| -- | ---------------- | ---------- | ------------------------------------------------ | ----- | ------- | ---- | -------- | ------ |
| 1. | Jana Doležalová  | paso doble |                                                  | 7     | 8       | 7    | 6        | 28     |
| 1. | Michal Necpál    | paso doble |                                                  | 7     | 8       | 7    | 6        | 28     |
| 2. | David Suchařípa  | slowfox    | „You and the Night and the Music“ (Julie London) | 5     | 5       | 6    | 3        | 19     |
| 2. | Albina Zaytseva  | slowfox    | „You and the Night and the Music“ (Julie London) | 5     | 5       | 6    | 3        | 19     |
| 3. | Dana Batulková   | paso doble | „Spanish Trumpets“ (Klaus Hallen Tanzorchester)) | 8     | 8       | 6    | 8        | 30     |
| 3. | Jan Onder        | paso doble | „Spanish Trumpets“ (Klaus Hallen Tanzorchester)) | 8     | 8       | 6    | 8        | 30     |
| 4. | Zuzana Norisová  | slowfox    | „Honey on the Vine“ (Matt Monro)                 | 9     | 9       | 8    | 9        | 35     |
| 4. | Jan Kliment      | slowfox    | „Honey on the Vine“ (Matt Monro)                 | 9     | 9       | 8    | 9        | 35     |
| 5. | Jaromír Bosák    | paso doble | „España Cañí“ (Pascual Marquina Narro)           | 6     | 6       | 6    | 7        | 25     |
| 5. | Eva Krejčířová   | paso doble | „España Cañí“ (Pascual Marquina Narro)           | 6     | 6       | 6    | 7        | 25     |
| 6. | Vladimír Kratina | slowfox    | „I Wanna Be Loved by You“ (Marilyn Monroe)       | 7     | 7       | 7    | 6        | 27     |
| 6. | Laura Klimentová | slowfox    | „I Wanna Be Loved by You“ (Marilyn Monroe)       | 7     | 7       | 7    | 6        | 27     |

### 5. díl (29. prosince 2008)
V první části pátého večera tančily páry sambu. Ve druhé části si páry připravily společnou choreografii a zatančily valčík na píseň „Little Susie“ od Michaela Jacksona. Tento tanec hodnotila porota jen slovně. Ve 2. části večera vystoupila Bára Basiková s písní „Light My Fire“ od The Doors, při které zatančila taneční skupina.
Jana Doležalová a Michal Necpál se rozloučily se soutěží tancem na píseň „Don't Know Why“ od Norah Jones.
| P  | Pár              | Tanec | Hudba                                  | Body  | Body    | Body | Body     | Body   |
| P  | Pár              | Tanec | Hudba                                  | Kuneš | Drexler | Qaša | Chlopčík | Celkem |
| -- | ---------------- | ----- | -------------------------------------- | ----- | ------- | ---- | -------- | ------ |
| 1. | Jaromír Bosák    | samba | „Hoy“ (Gloria Estefan)                 | 5     | 5       | 5    | 4        | 19     |
| 1. | Eva Krejčířová   | samba | „Hoy“ (Gloria Estefan)                 | 5     | 5       | 5    | 4        | 19     |
| 2. | Zuzana Norisová  | samba | „Jazz Machine“ (Black Machine)         | 8     | 9       | 9    | 9        | 35     |
| 2. | Jan Kliment      | samba | „Jazz Machine“ (Black Machine)         | 8     | 9       | 9    | 9        | 35     |
| 3. | Vladimír Kratina | samba | „Cuban Pete“ (Jim Carrey/Maska)        | 7     | 7       | 6    | 8        | 28     |
| 3. | Laura Klimentová | samba | „Cuban Pete“ (Jim Carrey/Maska)        | 7     | 7       | 6    | 8        | 28     |
| 4. | Dana Batulková   | samba | „Goin' Back to New Orleans“ (Dr. John) | 7     | 8       | 7    | 8        | 30     |
| 4. | Jan Onder        | samba | „Goin' Back to New Orleans“ (Dr. John) | 7     | 8       | 7    | 8        | 30     |
| 5. | Jana Doležalová  | samba | „Naughty Girl“ (Beyoncé)               | 6     | 6       | 5    | 6        | 23     |
| 5. | Michal Necpál    | samba | „Naughty Girl“ (Beyoncé)               | 6     | 6       | 5    | 6        | 23     |

### 6. díl (6. prosince 2008)
Šestý večer zatančit každý pár dva tance, jeden standardní a jeden latinskoamerický. Ve 2. části večera zatančily Michal Kostovčík a Albina Zaytseva rumbu za doprovodu Ilony Csákové s písní „Summertime“ od George Gershwina.
Vladimír Kratina a Laura Klimentová se rozloučily se soutěží tancem na píseň „Changes“ od skupiny Black Sabbath.
| P  | Pár              | Tanec      | Hudba                                                                              | Body  | Body    | Body | Body     | Body   |
| P  | Pár              | Tanec      | Hudba                                                                              | Kuneš | Drexler | Qaša | Chlopčík | Celkem |
| -- | ---------------- | ---------- | ---------------------------------------------------------------------------------- | ----- | ------- | ---- | -------- | ------ |
| 1. | Dana Batulková   | slowfox    | „Big Spender“ (Shirley Bassey)                                                     | 9     | 8       | 9    | 7        | 33     |
| 1. | Jan Onder        | slowfox    | „Big Spender“ (Shirley Bassey)                                                     | 9     | 8       | 9    | 7        | 33     |
| 2. | Vladimír Kratina | paso doble | „España Cañí“ (Pascual Marquina Narro)                                             | 6     | 7       | 7    | 6        | 26     |
| 2. | Laura Klimentová | paso doble | „España Cañí“ (Pascual Marquina Narro)                                             | 6     | 7       | 7    | 6        | 26     |
| 3. | Jaromír Bosák    | slowfox    | „Moon over Bourbon Street“ (Sting)                                                 | 8     | 8       | 8    | 8        | 32     |
| 3. | Eva Krejčířová   | slowfox    | „Moon over Bourbon Street“ (Sting)                                                 | 8     | 8       | 8    | 8        | 32     |
| 4. | Zuzana Norisová  | paso doble | „Theme from Mission: Impossible“ (Larry Mullen & Adam Clayton/Mission: Impossible) | 10    | 10      | 9    | 10       | 39     |
| 4. | Jan Kliment      | paso doble | „Theme from Mission: Impossible“ (Larry Mullen & Adam Clayton/Mission: Impossible) | 10    | 10      | 9    | 10       | 39     |
| 5. | Dana Batulková   | jive       | „Long Tall Sally“ (The Beatles)                                                    | 8     | 8       | 8    | 6        | 30     |
| 5. | Jan Onder        | jive       | „Long Tall Sally“ (The Beatles)                                                    | 8     | 8       | 8    | 6        | 30     |
| 6. | Vladimír Kratina | waltz      | „If I Were a Painting“ (Kenny Rogers)                                              | 7     | 6       | 8    | 6        | 27     |
| 6. | Laura Klimentová | waltz      | „If I Were a Painting“ (Kenny Rogers)                                              | 7     | 6       | 8    | 6        | 27     |
| 7. | Jaromír Bosák    | jive       | „She's Too Good for Me“ (Sting)                                                    | 5     | 6       | 6    | 4        | 21     |
| 7. | Eva Krejčířová   | jive       | „She's Too Good for Me“ (Sting)                                                    | 5     | 6       | 6    | 4        | 21     |
| 8. | Zuzana Norisová  | waltz      | „When You Believe“ (Whitney Houston & Mariah Carey)                                | 10    | 10      | 10   | 10       | 40     |
| 8. | Jan Kliment      | waltz      | „When You Believe“ (Whitney Houston & Mariah Carey)                                | 10    | 10      | 10   | 10       | 40     |

### 7. díl (13. prosince 2008)
Sedmý večer zatančit každý pár opět dva tance, jeden standardní a jeden latinskoamerický. Ve 2. části večera zatančila skupina Tradición sambu za doprovodu Heleny Vondráčkové s písní „Samba“.
Jaromír Bosák a Eva Krejčířová se rozloučily se soutěží tancem na píseň „Theme from Mahogany (Do You Know Where You're Going To)“ od Diany Ross.
| P  | Pár             | Tanec     | Hudba                                             | Body  | Body    | Body | Body     | Body   |
| P  | Pár             | Tanec     | Hudba                                             | Kuneš | Drexler | Qaša | Chlopčík | Celkem |
| -- | --------------- | --------- | ------------------------------------------------- | ----- | ------- | ---- | -------- | ------ |
| 1. | Zuzana Norisová | tango     | „Cell Block Tango“ (Chicago)                      | 9     | 9       | 9    | 9        | 36     |
| 1. | Jan Kliment     | tango     | „Cell Block Tango“ (Chicago)                      | 9     | 9       | 9    | 9        | 36     |
| 2. | Dana Batulková  | cha-cha   | „Oye Cómo Va“ (Santana)                           | 8     | 8       | 7    | 7        | 30     |
| 2. | Jan Onder       | cha-cha   | „Oye Cómo Va“ (Santana)                           | 8     | 8       | 7    | 7        | 30     |
| 3. | Jaromír Bosák   | quickstep | „Can't Buy Me Love“ (John Pizzarelli)             | 6     | 7       | 9    | 8        | 30     |
| 3. | Eva Krejčířová  | quickstep | „Can't Buy Me Love“ (John Pizzarelli)             | 6     | 7       | 9    | 8        | 30     |
| 4. | Zuzana Norisová | rumba     | „É isso aí“ (Ana Carolina & Seu Jorge)            | 10    | 10      | 10   | 8        | 38     |
| 4. | Jan Kliment     | rumba     | „É isso aí“ (Ana Carolina & Seu Jorge)            | 10    | 10      | 10   | 8        | 38     |
| 5. | Dana Batulková  | quickstep | „Sing, Sing, Sing (With a Swing)“ (Benny Goodman) | 9     | 9       | 10   | 10       | 38     |
| 5. | Jan Onder       | quickstep | „Sing, Sing, Sing (With a Swing)“ (Benny Goodman) | 9     | 9       | 10   | 10       | 38     |
| 6. | Jaromír Bosák   | cha-cha   | „Sway“ (The Pussycat Dolls)                       | 7     | 7       | 7    | 6        | 27     |
| 6. | Eva Krejčířová  | cha-cha   | „Sway“ (The Pussycat Dolls)                       | 7     | 7       | 7    | 6        | 27     |

### 8. díl – Finále (20. prosince 2008)
Ve finále byl korunováni král a královna tanečního parketu. Každý pár se představil čtyřikrát –⁠ zatančil svůj nejlepší standardní tanec, nejlepší latinskoamerický tanec, freestyle a nejlepší tanec podle výběru páru. Na parket se vrátili také vyřazené páry, které zatančili část jednoho ze svých tanců. Před samotným vyhlášením krále a královny parketu zatančily všechny páry III. řady rumbu na píseň Marka Ebena.
| P  | Pár             | Tanec      | Hudba                                                                              | Body  | Body    | Body | Body     | Body   |
| P  | Pár             | Tanec      | Hudba                                                                              | Kuneš | Drexler | Qaša | Chlopčík | Celkem |
| -- | --------------- | ---------- | ---------------------------------------------------------------------------------- | ----- | ------- | ---- | -------- | ------ |
| 1. | Dana Batulková  | waltz      | „Open Arms“ (Mariah Carey)                                                         | 9     | 9       | 9    | 9        | 36     |
| 1. | Jan Onder       | waltz      | „Open Arms“ (Mariah Carey)                                                         | 9     | 9       | 9    | 9        | 36     |
| 2. | Zuzana Norisová | quickstep  | „Cheri, Cheri Lady“ (Modern Talking)                                               | 10    | 10      | 10   | 10       | 40     |
| 2. | Jan Kliment     | quickstep  | „Cheri, Cheri Lady“ (Modern Talking)                                               | 10    | 10      | 10   | 10       | 40     |
| 3. | Dana Batulková  | paso doble | „Spanish Trumpets“ (Klaus Hallen Tanzorchester))                                   | 10    | 10      | 10   | 10       | 40     |
| 3. | Jan Onder       | paso doble | „Spanish Trumpets“ (Klaus Hallen Tanzorchester))                                   | 10    | 10      | 10   | 10       | 40     |
| 4. | Zuzana Norisová | paso doble | „Theme from Mission: Impossible“ (Larry Mullen & Adam Clayton/Mission: Impossible) | 10    | 10      | 9    | 10       | 39     |
| 4. | Jan Kliment     | paso doble | „Theme from Mission: Impossible“ (Larry Mullen & Adam Clayton/Mission: Impossible) | 10    | 10      | 9    | 10       | 39     |
| 5. | Dana Batulková  | freestyle  | „It's Oh So Quiet“ (Björk)                                                         | 10    | 10      | 10   | 10       | 40     |
| 5. | Jan Onder       | freestyle  | „It's Oh So Quiet“ (Björk)                                                         | 10    | 10      | 10   | 10       | 40     |
| 6. | Zuzana Norisová | freestyle  | „Jungle Boogie“ (Kool & the Gang)                                                  | 10    | 10      | 10   | 10       | 40     |
| 6. | Jan Kliment     | freestyle  | „Jungle Boogie“ (Kool & the Gang)                                                  | 10    | 10      | 10   | 10       | 40     |
| 6. | Dana Batulková  | tango      | „Hernando's Hideaway“ (Archie Bleyer)                                              | —     | —       | —    | —        | —      |
| 6. | Jan Onder       | tango      | „Hernando's Hideaway“ (Archie Bleyer)                                              | —     | —       | —    | —        | —      |
| 8. | Zuzana Norisová | waltz      | „When You Believe“ (Whitney Houston & Mariah Carey)                                | —     | —       | —    | —        | —      |
| 8. | Jan Kliment     | waltz      | „When You Believe“ (Whitney Houston & Mariah Carey)                                | —     | —       | —    | —        | —      |